# Carl Stein (Politiker)
Carl Stein (* 7. Oktober 1880 in Münsingen (Württemberg); † 25. Juli 1957) war ein deutscher Politiker und von 1947 bis 1949 Bürgermeister der Stadt Itzehoe.

## Leben
Stein war von Beruf Kaufmann und wurde 1907 in Itzehoe sesshaft, er war Mitinhaber einer Tapetengroßhandlung. Seit 1917 war er Stadtverordnetenvorsteher und seit 1919 Mitglied des Kreistages, ferner bis 1933 Arbeitsrichter beim Arbeitsgericht. Vom 26. Januar 1946 bis zum 24. Oktober 1946 war er zudem ehrenamtlicher Landrat des Kreises Steinburg.
Bereits im Juli 1945 war er Mitglied eines Beirates geworden, der den seit dem 23. Juni 1945 amtierenden, ortsfremden Itzehoer Bürgermeister Delbrück unterstützen sollte. Nachdem am 6. Februar 1947 der zu diesem Zeitpunkt amtierende Bürgermeister Arfsten seinen Rücktritt erklärt hatte, wurde noch am selben Tag der FDP-Kandidat Stein zum Bürgermeister gewählt; am 12. November 1948 wurde er einstimmig wiedergewählt. Schon ein Jahr darauf im November 1949 entschloss er sich, sein Amt aus geschäftlichen Gründen zur Verfügung stellen. Sein Nachfolger im Amt des Bürgermeisters wurde am 30. November der Bäckermeister und Parteikollege Georg Krumm.
Nach dem Tode Steins 1957 wurde ihm zu Ehren am 6. März 1959 eine neue Straße Carl-Stein-Straße benannt.